# Pseudechiniscus facettalis
Pseudechiniscus facettalis är en djurart som tillhör fylumet trögkrypare, och som beskrevs av Petersen 1951. Pseudechiniscus facettalis ingår i släktet Pseudechiniscus och familjen Echiniscidae. Inga underarter finns listade i Catalogue of Life.